# Speocyclops racovitzai
Speocyclops racovitzai is een eenoogkreeftjessoort uit de familie van de Cyclopidae. De wetenschappelijke naam van de soort is voor het eerst geldig gepubliceerd in 1923 door Chappuis.